# Krimovica
Krimovica (cyr. Кримовица) – wieś w Czarnogórze, w gminie Kotor. W 2011 roku liczyła 74 mieszkańców.